# Милпитас (Калифорнија)
Милпитас (енгл. Milpitas) град је у америчкој савезној држави Калифорнија. По попису становништва из 2010. у њему је живело 66.790 становника.

## Демографија
Према попису становништва из 2010. у граду је живело 66.790 становника, што је 4.092 (6,5%) становника више него 2000. године.
| Група             | 2000.          | 2010.          |
| Белци             | 14.917 (23,8%) | 9.751 (14,6%)  |
| Афроамериканци    | 2.295 (3,7%)   | 1.969 (2,9%)   |
| Азијати           | 32.482 (51,8%) | 41.536 (62,2%) |
| Хиспаноамериканци | 10.417 (16,6%) | 11.240 (16,8%) |
| Укупно            | 62.698         | 66.790         |

## Партнерски градови
- Цукуба